# Teen Choice Awards 2006
Teen Choice Awards 2006 byly udělovány dne 20. srpna 2006 v Universal Amphitheater v Los Angeles.

## Ceny
Vítězi jsou označeni tučně a jsou uvedeni první v pořadí

### Film
| Herec: drama/akční film | Herečka: drama/akční film |
| --- | --- |
| - Johnny Depp, Piráti z Karibiku: Truhla mrtvého muže - Terrence Howard, Crash, Snaž se a jeď - Ludacris, Crash, Snaž se a jeď - Tom Cruise, Mission: Impossible III - Orlando Bloom, Piráti z Karibiku: Truhla mrtvého muže - Hugh Jackman, X-Men: Poslední vzdor | - Reese Witherspoonová, Walk the Line - Jessica Alba, Fantastická čtyřka - Keri Russell, Mission: Impossible III - Keira Knightley, Pýcha a předsudek, Piráti z Karibiku: Truhla mrtvého muže - Natalie Portman, V jako Vendeta - Halle Berryová, X-Men: Poslední vzdor                                                           |
| Herec: Komedie | Herečka: Komedie |
| - Johnny Depp, Karlík a továrna na čokoládu - Vince Vaughn, Rozchod! - Adam Sandler, Klik – život na dálkové ovládání - Jim Carrey, Finty Dicka a Jane - Jon Heder, A co když je to pravda?, (J)elita ze střídačky - Jack Black, Boží zápasník                     | - Rachel McAdams, Nesvatbovi, Základ rodiny - Jennifer Aniston, Rozchod! - Hilary Duff, Dvanáct do tuctu 2, Dokonalý chlap - Sarah Jessica Parker, Lemra líná - Lindsay Lohan, Jen trošku štěstí - Queen Latifah, Poslední prázdniny                                                                                              |
| Průlomový herec | Průlomová herečka |
| - Channing Tatum, Super náhradník - Lucas Black, Rychle a zběsile: Tokijská jízda - 50 Cent, Zbohatni nebo chcípni - Kuno Becker, Góóól! - Héctor Jiménez, Boží zápasník - Brandon Routh, Superman se vrací                                                        | - Jessica Simpson, Mistři hazardu - Joanna 'JoJo' Levesque, Aquamarine - Emily Bluntová, Ďábel nosí Pradu - Yaya Alafia, Tančím, abych žil - Meagan Good, Hluboko v gangu - Isla Fisher, Nesvatbovi |
| Výbuch vzteku | Křik |
| - Keira Knightley, Piráti z Karibiku: Truhla mrtvého muže - Adam Sandler, Klik – život na dálkové ovládání - Anna Faris, Miluji tě k sežrání - Lindsay Lohan, Jen trošku štěstí - King Kong, King Kong - Isla Fisher, Nesvatbovi                                   | - Keira Knightley, Piráti z Karibiku: Truhla mrtvého muže - Rachel Hurd-Wood, Americká kletba - Jay Hernandez, Hostel - Julia Stiles, Satan přichází - Rachel McAdams, Noční let - Donnie Wahlberg, Saw 2 |
| Souboj | Chemie |
| - Orlando Bloom vs. Jack Davenport, Piráti z Karibiku: Truhla mrtvého muže - Jon Heder, (J)elita ze střídačky - King Kong vs. T-Rex, King Kong - Jack Black vs. Cesar Gonzalez, Boží zápasník - Brandon Routh, Superman se vrací - X-Men: Poslední vzdor           | - Jennifer Aniston a Vince Vaughn, Rozchod - David Spade, Jon Heder a Rob Schneider, (J)elita ze střídačky - Adam Sandler a Kate Beckinsale, Klik – život na dálkové ovládání - Meryl Streep a Anne Hathawayová, Ďábel nosí Pradu - Héctor Jiménez a Jack Black, Boží zápasník - Kate Bosworth a Brandon Routh, Superman se vrací |
| Drama/akční film | Thriller |
| - Piráti z Karibiku: Truhla mrtvého muže - King Kong - Mission: Impossible III - Superman se vrací - V jako Vendeta - X-Men: Poslední vzdor | - Noční let - Americká kletba - Hostel - Satan přichází - Saw 2 - Silent Hill |
| Komedie | Slizák |
| - Super náhradník - (J)elita ze střídačky - Rozchod - Klik – život na dálkové ovládání - Boží zápasník - Scary Movie 4 | - Bill Nighty, Piráti z Karibiku: Truhla mrtvého muže - Meryl Streep, Ďábel nosí Pradu - Jack Black, King Kong - Cillian Murphy, Noční let, Batman začíná - Kevin Spacey, Superman se vrac - Ian McKellen, X-Men: Poslední vzdor, Šifra mistra Leonarda                                                                           |
| Hezké holky ve filmu | Polibek |
| - A co když je to pravda? - Aquamarine - Lemra líná - Jen trošku štěstí - Dům u jezera - Poslední prázdniny | - Sandra Bullock a Keanu Reeves, Dům u jezera - Anna Faris a Chris Marquette, Miluji tě k sežrání - Queen Latifah a LL Cool J, Poslední prázdniny - Amanda Bynes a Channing Tatum, Super náhradník - Rachel McAdams a Owen Wilson, Nesvatbovi - Famke Janssen a Hugh Jackman, X-Men: Poslední vzdor                               |
| Drama | |
| - Harry Potter a Ohnivý pohár - Tajemný let - Tančím, abych žil - Góóól! - Walk the Line - Pýcha a předsudek | |

### Televize
| Herec: drama | Herečka: drama |
| --- | --- |
| - Adam Brody, O.C. - Kiefer Sutherland, 24 hodin - Patrick Dempsey, Chirurgové - Chad Michael Murray, One Tree Hill - Matthew Fox, Ztraceni - Tom Welling, Smallville | - Rachel Bilson, O.C. - Katherine Heiglová, Chirurgové - Evangeline Lilly, Ztraceni - Sophia Vush, One Tree Hill - Kristin Kreuk, Smallville - Kristen Bellová, Veronica Mars                                                                                     |
| Herec: komedie | Herečka: komedie |
| - Wilmer Valderrama, Zlatá sedmdesátá - Tyler James Williams, Everybody Hates Chris - Jason Lee, Jmenuju se Earl - Steve Carell, Kancl - Zach Braff, Scrubs: Doktůrci - Michael Rapaport, Rodinná válka | - Alexis Bledel, Gilmorova děvčata - Eva Longoria, Zoufalé manželky - Tichina Arnold, Everybody Hates Chris - Jaime Pressly, Jmenuju se Earl - Mila Kunis, Zlatá sedmdesátá - Raven-Symoné, That's So Raven                                                       |
| Reality show | Televizní osobnost |
| - American Idol - Amerika hledá topmodelku - Krásky a šprti - Laguna Beach: The Real Orange County - Kdo přežije: Guatemala - Yo Momma | - Ashton Kutcher - Maria Menounos - Simon Cowell - Ryan Seacrest - Nick Cannon - Vanessa Lachey |
| Komediální/hudební pořad | Drama/akční pořad |
| - Muzikál ze střední - Zoufalé manželky - Everybody Hates Chris - Gilmorova děvčata - Jmenuju se Earl - Rodinná válka | - O.C. - Chirurgové - Dr. House - Ztraceni - One Tree Hill - Smallville |
| Televizní herec | Televizní herečka |
| - James Denton, Zoufalé manželky - Kiefer Sutherland, 24 hodin - David Boreanaz, Sběratelé kostí - George Eads, Kriminálka Las Vegas - Hugh Laurie, Dr. House - Wentworth Miller, Útěk z vězení | - Mischa Barton, O.C. - Jennifer Garnerová, Alias - Alyssa Milano, Čarodějky - Teri Hatcherová, Zoufalé manželky - Ellen Pompeo, Chirurgové - Debra Messing, Will a Grace                                                                                         |
| Hvězda reality show: muž | Hvězda reality show: žena |
| - Drew Lachey, Dancing with the Stars - Flavor Flav, Flavor of Love - Hulk Hogan, Hogan má pravdu - Aras Baskauskas, Kdo přežije - Ashley Parker Angel, There & Back: Ashley Parker Angel - Bam Margera, Viva la Bam | - Lauren Conrad, The Hills - Danielle Evans, Amerika hledá topmodelku - Stacy Keibler, Dancing with the Stars - Brooke Hogan, Hogan má pravdu - Kristin Cavallari, Laguna Beach: The Real Orange County - Paris Hilton, Zlatý holky                               |
| Parťák | Rodičovské spojení |
| - Allison Mack, Smallville - Vincent Martella, Everybody Hates Chris - Jorge Garcia, Ztraceni - Amaury Nolasco, Útěk z vězení - Donald Faison, Scrubs: Doktůrci - Percy Daggs III, Veronica Mars | - Lauren Graham, Gilmorova děvčata - Catherine Hicks a Stephen Collins, Sedmé nebe - Tichina Arnold a Terry Crews, Everybody Hates Chris - Peter Gallagher a Kelly Rowan, O.C. - Enrico Colantoni, Veronica Mars - Michael Rapaport a Anita Barone, Rodinná válka |
| Průlomový pořad | Průlomová hvězda |
| - Umíte tančit? - Everybody Hates Chris - Útěk z vězení - Posel ztracených duší - Yo Momma - Lovci duchů | - Zac Efron, Muzikál ze střední - Haylie Duff, Sedmé nebe - Miley Cyrus, Hannah Montana - Wentworth Miller, Útěk z vězení - Jensen Ackles, Lovci duchů - Vanessa Hudgens, Muzikál ze střední                                                                      |
| Chemie | Animovaný pořad |
| - Vanessa Hudgens a Zac Efron, Muzikál ze střední - Adrian Grenier, Jeremy Piven, Jerry Ferrara, Kevin Connolly a Kevin Dillon, Vincentův svět - Alexis Bledel a Matt Czuchry, Gilmorova děvčata - lékaři v seriálu Chirurgové - Evangeline Lilly, Matthew Fox a Josh Holloway, Ztraceni - Kristin Kreuk a Tom Welling, Smallville | - Griffinovi - Americký táta - The Boondocks - Tatík Hill a spol. - Simpsonovi - South Park |

### Ostatní
| Letní film: Komedie | Letní film: Drama/akční film |
| --- | --- |
| - Ricky Bobby: Nejrychlejší jezdec - Klik – život na dálkové ovládání - Ďábel nosí Pradu - John Tucker musí zemřít - My dva a křen - Pidihajzlík | - Piráti z Karibiku: Truhla mrtvého muže - Žena ve vodě - Rychle a zběsile: Tokijská jízda - Miami Vice - Superman se vrací - X-Men: Poslední vzdor |
| Komik | Letní pořad |
| - Adam Sandler - Jack Black - Jim Carrey - Dane Cook - Rachel Dratch - Chris Rock                                                                | - Umíte tančit? - Amerika má talent - Big Brother - Vincentův svět - Kyle XY - Rock Star: Supernova                                                 |